# Ludźmierz (gmina)

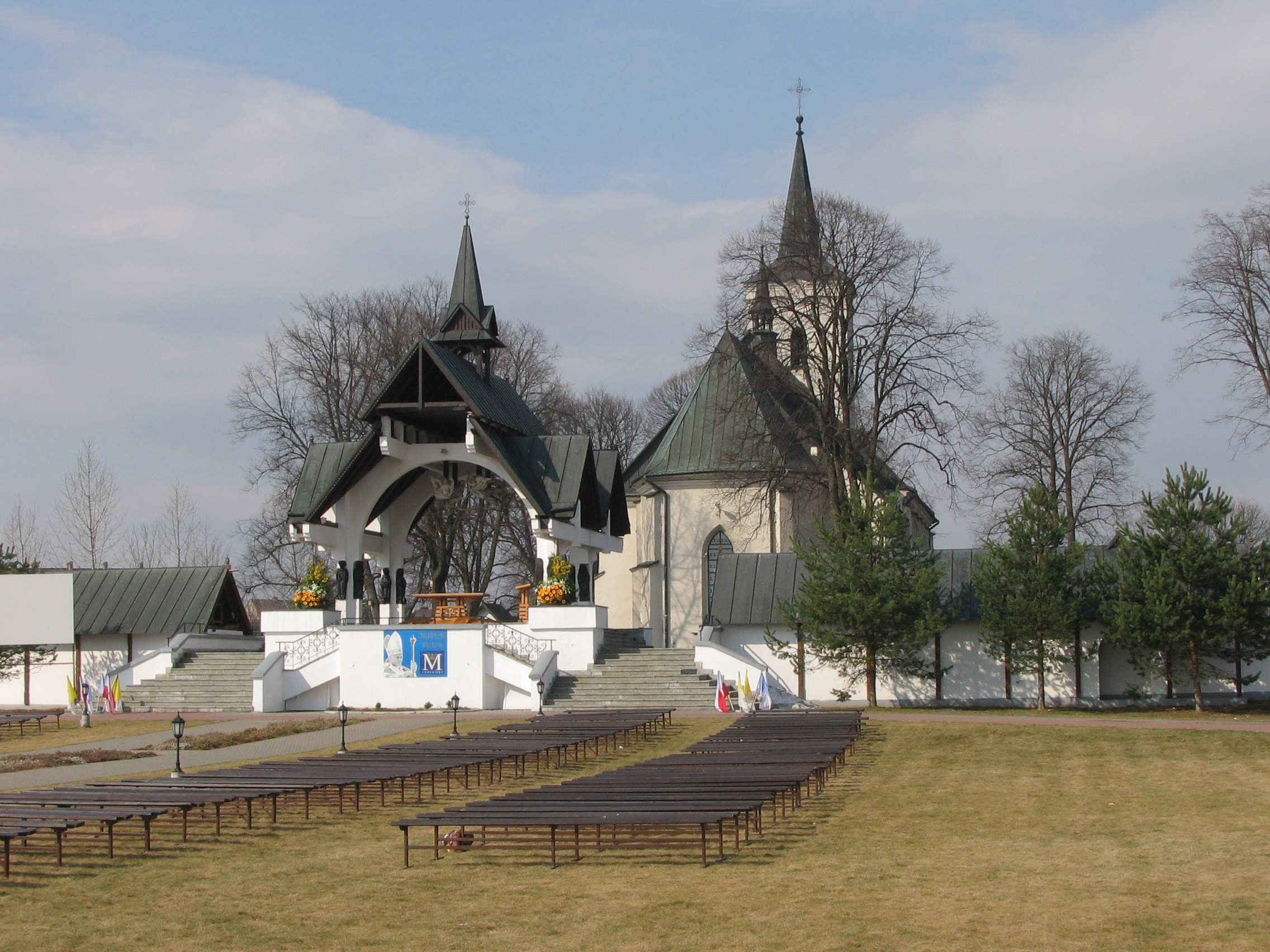
Sanktuarium w Ludźmierzu

Ludźmierz (od 1973 Lasek) – dawna gmina wiejska istniejąca w latach 1934–1954 w woj. krakowskim (dzisiejsze woj. małopolskie). Siedzibą władz gminy był Ludźmierz.
Gmina zbiorowa Ludźmierz została utworzona 1 sierpnia 1934 roku w powiecie nowotarskim w woj. krakowskim z dotychczasowych jednostkowych gmin wiejskich: Długopole, Klikuszowa, Lasek, Krauszów, Ludźmierz, Morawczyna, Niwa, Obidowa, Pyzówka i Rogóźnik. Według stanu z dnia 1 lipca 1952 roku gmina składała się z 10 gromad: Długopole, Klikuszowa, Krauszów, Lasek, Ludźmierz, Morawczyna, Niwa, Obidowa, Pyzówka i Rogoźnik. 
Gmina została zniesiona 29 września 1954 roku wraz z reformą wprowadzającą gromady w miejsce gmin. Jednostki nie przywrócono 1 stycznia 1973 roku po reaktywowaniu gmin, utworzono natomiast jej terytorialny odpowiednik, gminę Lasek.